# Беркос, Михаил Андреевич
Михаил Андреевич Беркос (укр. Михайло Андрійович Беркос; 1861, Одесса — 1919, Харьков) — украинский художник греческого происхождения. Работал преимущественно в жанре пейзажа, испытав заметное влияние европейского импрессионизма. Работал маслом и акварелью. В своих работах часто обращался к теме украинской природы.

## Биография
Родился 3 сентября 1861 года в Одессе. Отец — подданный Греции Андрей Игнатьевич Беркос — служил в фирме «Беллино-Фендер», мать — Марфа Ивановна — происходила из русского дворянского рода. Семья жила в собственном доме на Пушкинской.
Михаил Беркос изучал живопись сначала в Одесской рисовальной школе, которую окончил в 1877 году. Затем продолжил своё образование в Императорской Академии художеств в Санкт-Петербурге, где учился с 1878 по 1889 год в мастерской Михаила Клодта и Владимира Орловского. Получил малые и большие серебряные медали (1884—1886), малую золотую медаль за картину «Вид на один из старейших парков Санкт-Петербурга» (1887), большую золотую медаль за полотно «Пейзаж. Лес на болоте» (1888). Во время каникул вместе с друзьями-художниками приезжал в Харьков, рисовал пейзажи, в частности этюд «Полные маки» (1885). В 1889 году окончил академию со званием классного художника первой степени и правом на заграничное путешествие за казённый счет (пенсион).
С 1890 по 1893 год в качестве пенсионера академии Беркос путешествовал по Европе, изучая живопись музеев Франции, Германии, Испании, Италии, Швейцарии. Много писал, совершенствовался в технике рисования, испытал влияние импрессионизма и пленэрной живописи. После окончания пенсионерского срока Беркос некоторое время жил в Санкт-Петербурге, представлял свои картины на выставках обществ художников.

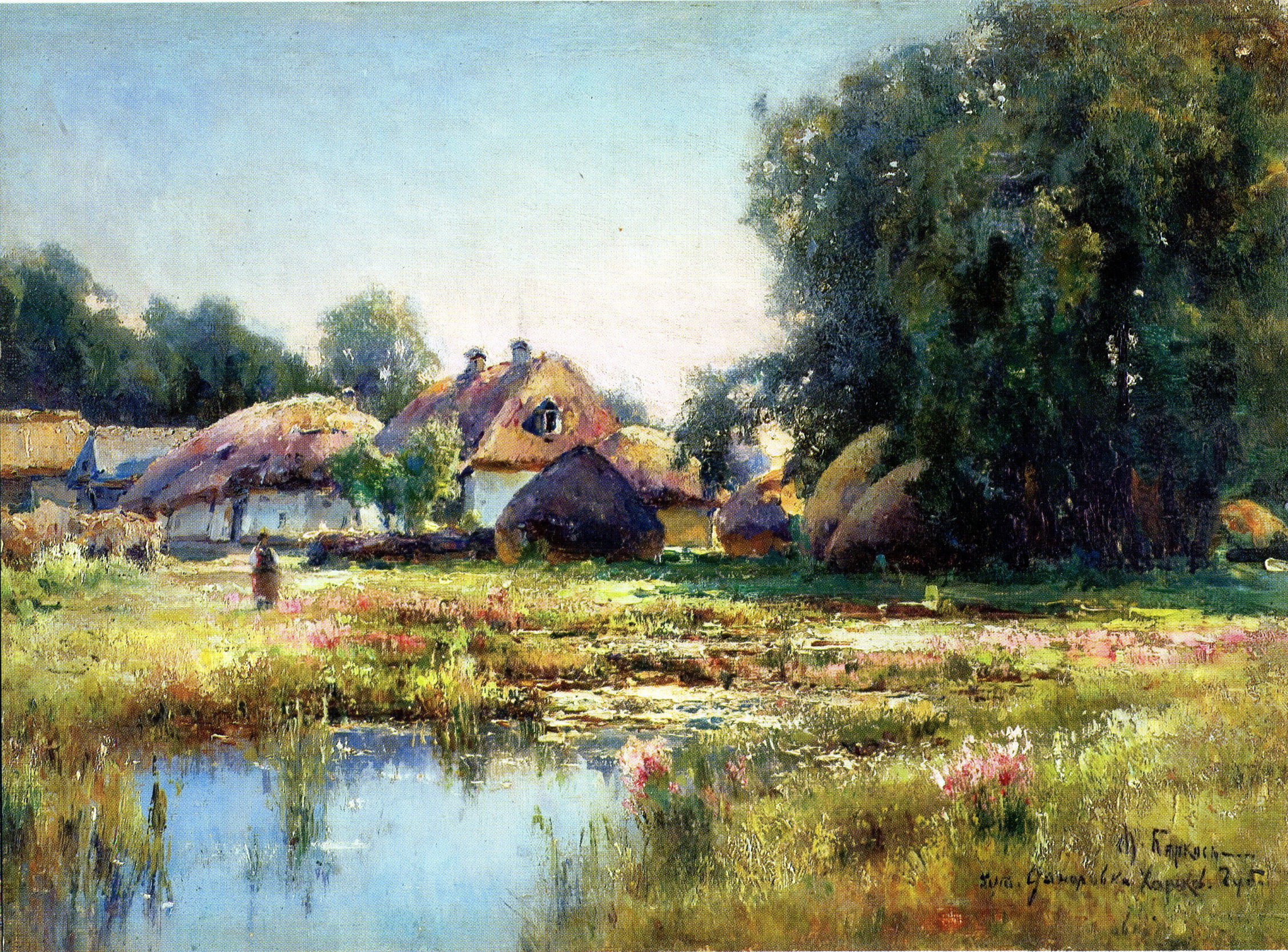
«На хуторе. Малая Даниловка» (1903), полотно на картоне, масло, 23,9х33,9

Во второй половине 1890-х годов переехал в Харьков. Жил в предместье Малая Даниловка со вдовой генерала Марией Рейнике. Там он писал этюды, из которых сохранились «Парники» (1895) и «Пейзаж с церковью» (1897). С 1904 года преподавал в харьковской школе рисования.
По инициативе Беркоса в 1912 году было открыто Харьковское художественное училище, где до 1917 года он был одним из ведущих преподавателей. Много усилий Беркос приложил к обогащению коллекции первого на Украине художественно-промышленного музея. В начале 1900-х работал в Харьковском литературно-художественном кружке. Как председатель Общества харьковских художников с 1906 года проводил большую работу по популяризации украинской живописи. В 1907 году участвовал в оформлении интерьеров дома Полтавского земства в стиле украинского модерна.
В 1900 году экспонировался на Всемирной выставке в Париже. В 1906 и 1908 годах в Харькове состоялись персональные выставки Беркоса, а в 1911-м в Киеве прошла выставка произведений харьковских художников Сергея Васильковского и Михаила Беркоса. Умер от тифа 20 декабря 1919 года в Харькове.

## Выставки

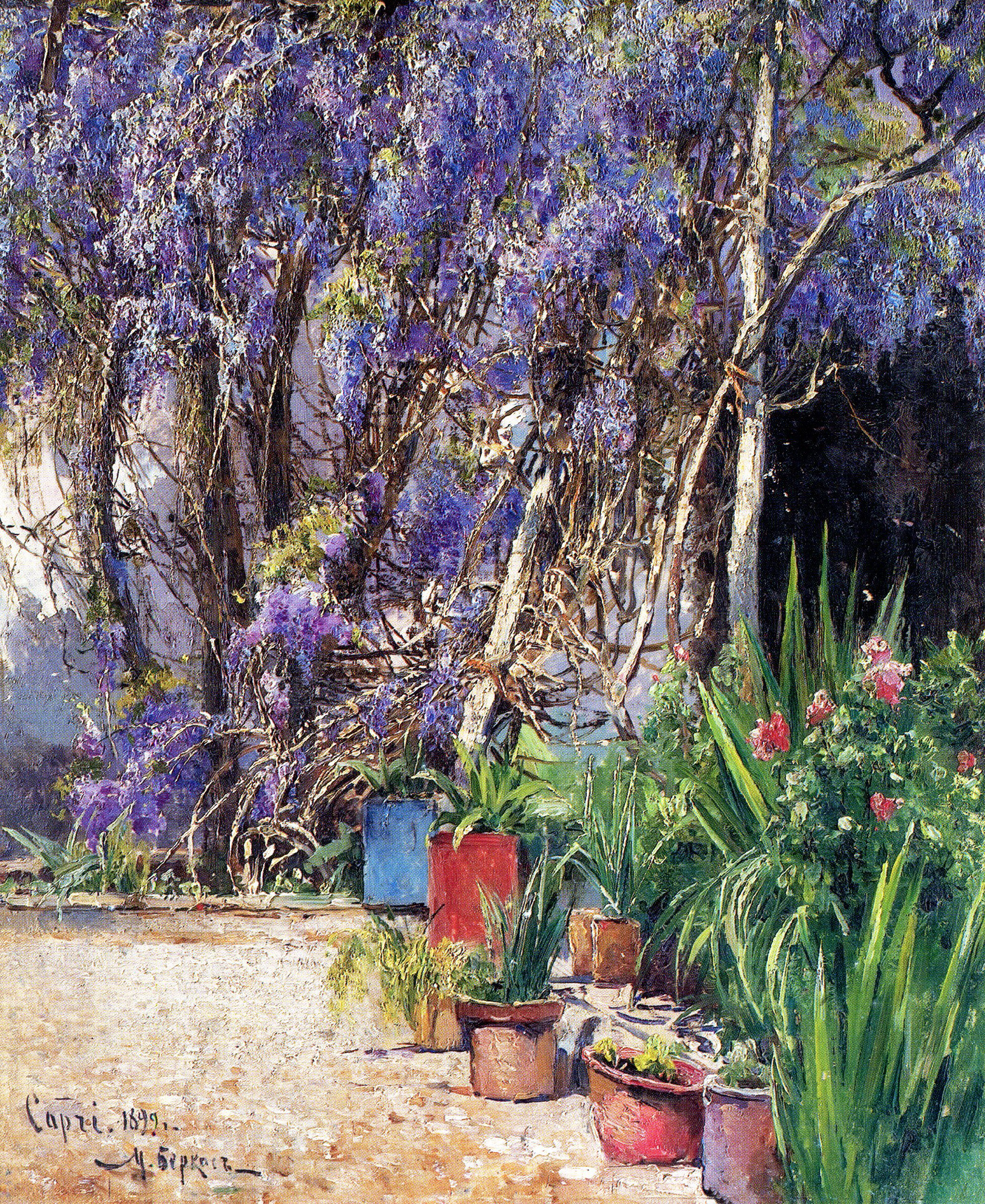
«Капри» (1899), дерево/масло, 41х34

Работы Беркоса представлялись на выставках-конкурсах и выставках-продажах Академии художеств (1890, 1892—1894), Санкт-Петербургского общества художников (1894—1903), обществ русских акварелистов (1894—1898, 1900—1905, 1907, 1910, 1914), южнорусских художников, харьковских художников (1893, 1894, 1912, 1914—1917), Всероссийской выставке в Нижнем Новгороде (1896), Всемирной выставке в Париже (1900).
Прижизненные персональные выставки художника организовывались в 1906 и 1908 годах (Харьковский художественно-промышленный музей), в 1911 году в Киеве прошла выставка картин Сергея Васильковского и Михаила Беркоса.
В октябре 1938 года харьковская Государственная картинная галерея выставила для осмотра общественности около 120 картин, созданных художником в 1890—1919 годах. В Харьковском художественном музее устраивались выставки его картин в 1962, 1990 и 1996 годах. На выставке «Выдающиеся мастера украинского пейзажа» в 1990 году были представлены 28 живописных и 3 графические работы из фондов музея и частных коллекций.

## Творчество

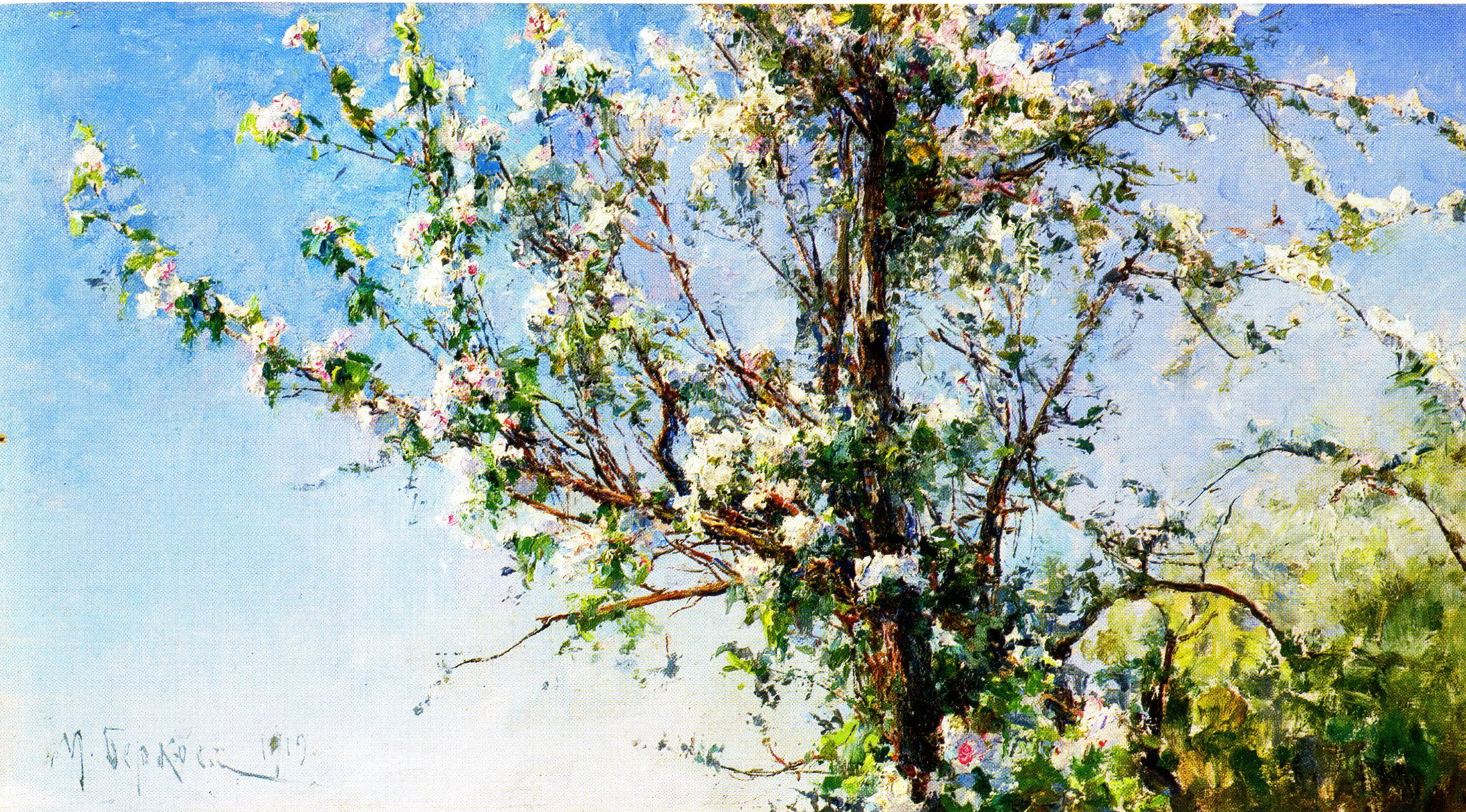
«Яблоня цветёт» (1919), дерево, масло, 23,5х43,8

Почти всё творчество (350 полотен и этюдов) Беркоса, хранившееся у него дома, после его смерти было сожжено его женой. Однако его работы сохранились в музейных фондах Харькова, Киева, Москвы, Санкт-Петербурга, Ульяновска, Ставрополя, Алупки, Северной Осетии, Германии, Франции и Швейцарии.
Имя Беркоса носит одна из улиц города Харьков.
Основной темой искусства художника на протяжении всего его творческого пути был украинский пейзаж, специфические особенности природы, характер растительности. Беркос любил писать при буйном цветении. Сельские улочки с белыми домами и пышными деревьями, цветущие поля льна и гречихи — его любимые мотивы: полотна «Лён цветёт» (1893), «Гречка цветёт» (1894), «Июль. Маки расцветают» (1913), «Яблоня цветёт» (1919). Его этюды «Полные маки» (1885), «Долина», «Лён» (1893) отмечены завершённостью, продуманностью композиции, свежестью колорита, особой изысканностью.
Созданные художником пейзажи «Рим», «Сорренто» (1899) приобретают романтическую окраску прошлых времён благодаря воспроизведению чистой синевы неба, яркого солнечного света, богатой цветными оттенками зелени высоких деревьев, плавной эмалеподобной живописи. Этюд «Гавань. Амальфи» (1899) изображён в лёгкой импровизационной манере, это нарядная живопись, пропитанная динамическим движением.
Цветовой строй пейзажа «Зима» (1907), написанного на Полтавщине, выдержан в бело-голубой гамме с розовыми отблесками с подчёркнутой декоративностью. В его пейзажах показ обычного уголка, прежде всего Слобожанщины, превращается в обобщённый образ Украины. В произведении «Улица в Умани» (1895) с большой достоверностью отражена картина провинциального украинского городка, его пыльные дороги, кривые улочки, покосившиеся дома и купола церквушек.

Следуя импрессионистическому принципу, что «в картине должны быть следы того, как она сделана», мастер использует кругловатый, точечный, плотный мазок, что создает мерцающую, вибрирующую поверхность, где солнечный свет горячим золотистым подмалевком просвечивает сквозь световоздушный фон. В Русском музее Санкт-Петербурга находится яркое произведение природы М.Беркоса «Ручей». Размер картины 120 на 177 см, холост, масло, год написания 1889. 

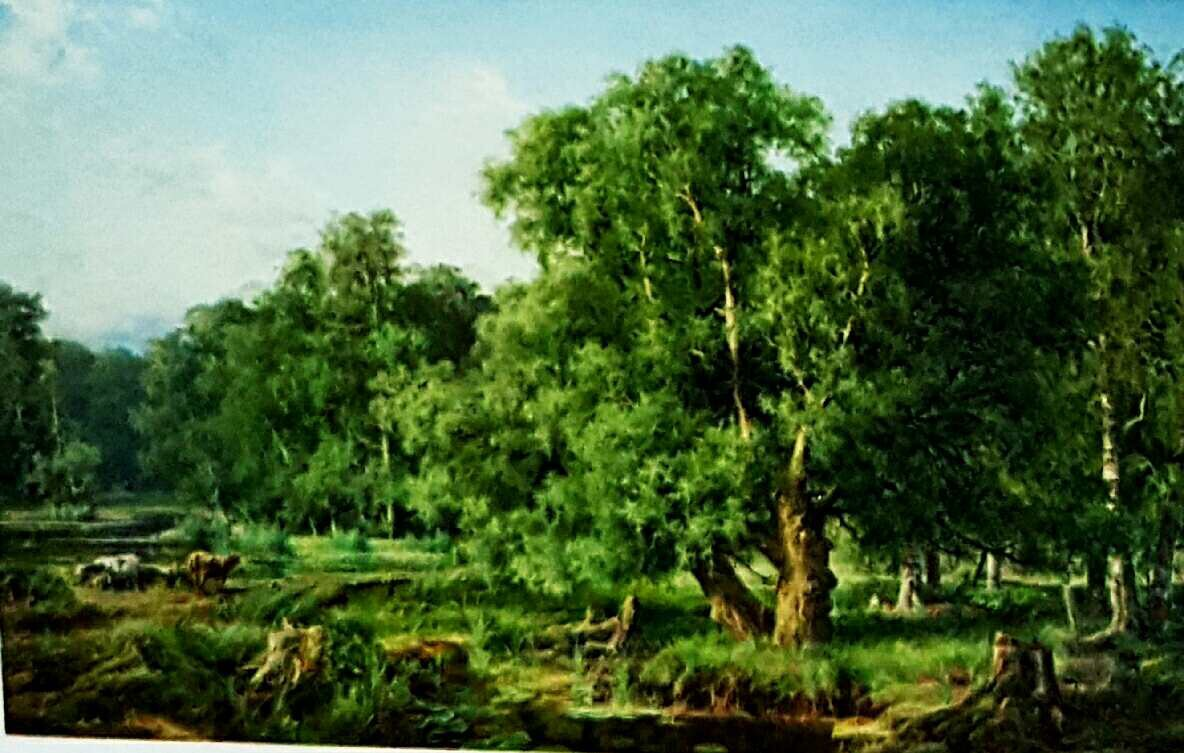

.